# Панайот Керемедчиев
Панайот Петров Керемидчиев е български белетрист, драматург, журналист и поет.

## Биография
Роден е в Ямбол на 27 октомври 1898 г. Учи философия и право в Софийския университет. Работи като репортер и редактор в няколко вестника в София. Основава и редактира вестник „Адам и Ева“. Сътрудничи с поетични творби на списанията „Съвременна илюстрация“ и „Слънце“. Загива на 10 януари 1944 г. при англо-американските бомбардировки над София.
Автор е на пиесите „Край мътния поток“ (1922) и „Сянката на другия“ (1940).